# コン・ソヨン
コン・ソヨン（ハングル表記：공서영、1982年8月9日 - ）は、大韓民国のアナウンサー、司会者。2004年にダンス音楽グループのクレオの第5集アルバムに参加して芸能界にデビューした。その後KBS Nスポーツのアナウンサーを経て、アナウンサー、司会者として様々なテレビ番組の司会進行を担当している。その他に多くの広告に出演し、各種授賞式の司会などを務めている。